# Phalaenopsis floresensis
Phalaenopsis floresensis (можлива українська назва фаленопсис флорезенсіс) — епіфітна трав'яниста рослина  родини орхідних (Orchidaceae).
Вид не має усталеної української назви. Дослівний переклад англійської назви The Flores Island Phalaenopsis — фаленопсис з острова Флорес. В україномовних джерелах використовується наукова назва Phalaenopsis floresensis.

## Природні варіації
- Phalaenopsis floresensis f. alba
- Phalaenopsis floresensis f. aurea

## Біологічний опис
Дрібний моноподіальний епіфіт.
Стебло укорочене, приховане основами 5-7 листків.
Коріння м'ясисте. Листя еліптичної форми, 8 — 14 см в довжину, 3 — 6 см завширшки.
Квіти 3,75 див у діаметрі, округлої форми, кремово-жовтого кольору. На нижніх сепаліях слабовиражені смужки.
Від Phalaenopsis amboinensis і Phalaenopsis javanica відрізняється деталями будови квітки.

## Ареал, екологічні особливості
Острів Флорес в Індонезії
Росте на стовбурах і гілках дерев, на височинах від 150 до 500 метрів над рівнем моря. Віддає перевагу вологі місцеперебування біля водоспадів і річок. Цвіте навесні — влітку.
У місцях природного проживання сезонного зміни температур немає. Ціий рік денна температура 28-31°С, нічна 23-25°С. 
 Відносна вологість повітря 72-83%.
Середньомісячна кількість опадів: з грудня по березень 300 — 450 мм, з квітня по листопад 100 — 200 мм. 

У природі рідкий. Відноситься до числа видів, що охороняються (II додаток CITES).

## Історія
У культурі вперше зацвіла в Лос-Анджелесі, в травні 1990. 

Зустрічається у продажу під ім'ям Phalaenopsis Rofino, за аналогією з місцевою назвою цього виду.

## У культурі
Температурна група — тепла. Для нормального цвітіння обов'язковий перепад температур день/ніч в 5-8°С. 
 Освітлення — тінь. Прямих сонячних променів не переносить.
Додаткова інформація про агротехніку у статті Фаленопсис.
Вид активно використовується в гібридизації.

## Деякі первиннігібриди
- Audrey Askin — gigantea х floresensis (SR Weltz (H. Wallbrunn)) 2005
- Brother Trekkie — floresensis х micholitzii (Brothers Orchid Nursery) 2000
- Essence Shihfong — schilleriana х floresensis (Shih-Fong Chen) 2001
- Essence Yuhmei — floresensis х violacea (Shih-Fong Chen) 2001
- Florabilis — amabilis х floresensis (E. Burkhardt) 1999
- Flores Bast — floresensis х bastianii (Hou Tse Liu) 2006
- Flores Focus — floresensis х javanica (Hou Tse Liu) 2004
- Flores Gold — amboinensis х floresensis (Hou Tse Liu) 2003
- Flores Moon — floresensis х cornu-cervi (Hou Tse Liu) 2004
- Flores Pride — floresensis х mariae (Hou Tse Liu) 2006
- Flores Rose — equestris х floresensis (Hou Tse Liu) 2000
- Flores Star — stuartiana х floresensis (Hou Tse Liu) 2002
- Flores Summer — floresensis х sumatrana (Hou Tse Liu) 2005
- Flores Sunset — inscriptiosinensis х floresensis (Hou Tse Liu) 2004
- Florilind — lindenii х floresensis (Cramer) 1998
- Gladys Fang — floresensis х micholitzii (R. Ang) 2004
- Java Flores — floresensis х javanica (Hou Tse Liu) 2003
- Man Force — floresensis х mannii (Hou Tse Liu) 2002
- Palace Florastar — floresensis х tetraspis (Orchid Palace) 2005